# Москов, Николай Андрианович
Николай Андрианович Москов (1897—1979) — сотрудник советских органов охраны правопорядка, министр внутренних дел Киргизской ССР, комиссар милиции 2-го ранга.

## Биография
C 1918 в Красной Гвардии. Затем до 1922 в РККА и РККФ. С 1922 по 1929 в Рабоче-крестьянской милиции, начальник Петропавловского районного, Ново-Московского городского отдела рабоче-крестьянской милиции (Украинская ССР). Член ВКП(б) с 1930. С 1933 начальник Криворожского городского отдела рабоче-крестьянской милиции (Днепропетровская область Украинской ССР). С 1935 заместитель начальника Управления рабоче-крестьянской милиции по Днепропетровской области. С 1937 начальник Управления рабоче-крестьянской милиции Управления НКВД по Полтавской области. С марта по июнь 1941 заместитель начальника Главного управления милиции НКГБ Латвийской ССР. С августа 1941 по март 1945 заместитель начальника Управления НКВД по Воронежской области, и с 26 марта 1945 по 1949 начальник Управления НКВД - МВД по Воронежской области. Руководитель воронежского отделения общества «Динамо» с 1945 по 1949. Министр внутренних дел Киргизской ССР с 28 ноября 1949 по 16 марта 1953 и с 1954 по август 1960.

### Образование
- Слушатель Одесских курсов противовоздушной обороны;
- Слушатель Центральной школы ОГПУ СССР.

### Звания
- Капитан милиции (8 августа 1936);
- Майор милиции (13 ноября 1941);[2][3]
- Комиссар милиции 3-го ранга (4 марта 1943);
- Комиссар милиции 2-го ранга (30 декабря 1956).

### Награды
- 1943 — орден Красной Звезды;
- 1945 — орден Красного Знамени;
- 1945 — орден Красного Знамени;
- 1945 — орден Ленина;
- 19?? — орден Отечественной Войны II-й степени;
- 31.01.1951 — орден Трудового Красного Знамени.